# Antoni Fàbregas i Casals
Antoni Fàbregas i Casals (Tarragona, 29 d'abril de 1921 - Tarragona, 9 de novembre de 1999) fou un futbolista català de les dècades de 1940 i 1950 i posteriorment entrenador.

## Trajectòria
Defensa de gran caràcter, conegut amb el sobrenom del Pirata, que defensà els colors del RCD Espanyol durant tota la dècada de 1940. En total disputà 181 partits de lliga, en els quals marcà 6 gols. Disputà la final de la Copa d'Espanya de l'any 1947, amb derrota davant el Reial Madrid per 2 a 0. Fou l'autor del gol de la victòria en un derbi enfront del FC Barcelona disputat al camp de Les Corts el 4 de desembre de 1949 i que l'Espanyol guanyà per 1 a 2. El 1950 fitxà pel Gimnàstic de Tarragona on jugà dues temporades més.
A continuació fitxà pel CF Badalona i CD Montijo de Portugal.
Fou convocat per jugar amb la selecció espanyola però no hi arribà a debutar. També fou internacional amb la selecció catalana de futbol.
Com a entrenador estigué lligat al RCD Espanyol. El 1970 deixà el club per fitxar pel CE Mataró. El 1970 fou segon entrenador de Rafael Iriondo a l'Espanyol, quan el club jugà a segona divisió. A continuació marxà a Mèxic on dirigí al Jalisco de Guadalajara amb força èxit durant any i mig. El 1973 for fitxat pel FC Amposta.
El seu germà Francesc Fàbregas i Casals també fou futbolista a clubs com el Gimnàstic de Tarragona, FC Martinenc, Escoriaza de Saragossa o UE Lleida.